# Chhaliar
Chhaliar fou un petit estat tributari protegit a l'agència de Rewa Kantha, regió del Gujarat, presidència de Bombai, divisió de Pandu Mehwas, amb una superfície de 28,5 km² i format per 24 pobles.
Pagava un tribut de 340 lliures al Gaikwar de Baroda. Els chohans es van establir a la zona en època reculada; originalment l'estat va incloure Vakhtapur i Rajpur, que més tard van passar a branques segones de la família.